# Mamestra errata
Mamestra errata là một loài bướm đêm trong họ Noctuidae.